# Luís Venere Décourt
Luiz Venere Décourt foi um catedrático de clínica médica do Departamento de Clínica da Faculdade de Medicina da Universidade de São Paulo e doutor honoris causa da Universidade de Coimbra.
Recebeu o "Prêmio Professor Emérito" e o "Troféu Guerreiro da Educação" em 2000, oferecido pelo Centro de Integração Empresa-Escola de São Paulo e pelo jornal O Estado de S. Paulo.
Comandou a equipe responsável pelo primeiro transplante de coração da América Latina e um dos primeiros do mundo, em 1968, realizado conjuntamente com a equipe de Euríclides de Jesus Zerbini.